# Gorgone (corvette)
La Gorgone est une corvette à roue mise en chantier à Bordeaux en 1846, qui coula sur le récif des Pierres Noires le 18 décembre 1869.

## Historique
La corvette à roue Gorgone, mise en chantier à Bordeaux en 1846, fut lancée le 14 août 1848 et entra en service en septembre 1854 ; elle possédait 6 canons et avait un équipage de 93 hommes. Le 18 décembre 1869, alors qu'elle était commandée par le lieutenant de vaisseau Eugène Mage et que, venant de La Corogne, elle se dirigeait vers Cherbourg, victime de la tempête, elle fit naufrage près du récif des Pierres Noires, au large de la Pointe Saint-Mathieu. Il n'y eut aucun survivant.